# Pădurea Ronișoara
Pădurea Ronișoara este o arie protejată de interes național ce corespunde categoriei a IV-a IUCN (rezervație naturală de tip forestier), situată în județul Maramureș, pe teritoriul administrativ al comunei Rona de Sus.

## Localizare
Aria naturală se află în exremitatea central-nordică a județului Maramureș, în partea estică a satului Coștiui, în imediata apropierea a drumului național DN18, care leagă municipiul Baia Mare de orașul Sighetu Marmației.

## Descriere
Rezervația naturală a fost declarată arie protejată prin Legea Nr. 5 din 6 martie 2000 publicată în Monitorul Oficial al României Nr. 152 din 12 aprilie 2000 (privind aprobarea planului de amenajare a teritoriului național - Secțiunea a III-a -  arii protejate) și se întinde pe o suprafață de 62 hectare.
Aria naturală reprezintă o suprafață acoperită cu arbori seculari de gorun (Quercus petraea), care vegetează în asociere cu specii de carpen (Carpinus betulus), prunus (Prunus avium) sau plop tremurător (Populus tremula). 
Fauna este reprezentată de mamifere cu specii de: cerb (Cervus elaphus), căprioară (Capreolus capreolus), mistreț (Sus scrofa), vulpe (Vulpes vulpes crucigera) sau lup (Canis lupus).

## Atracții turistice
În vecinătatea rezervației naturale se află mai multe obiective de interes turistic (lăcașuri de cult, monumente istorice, arii protejate, zone naturale), astfel:

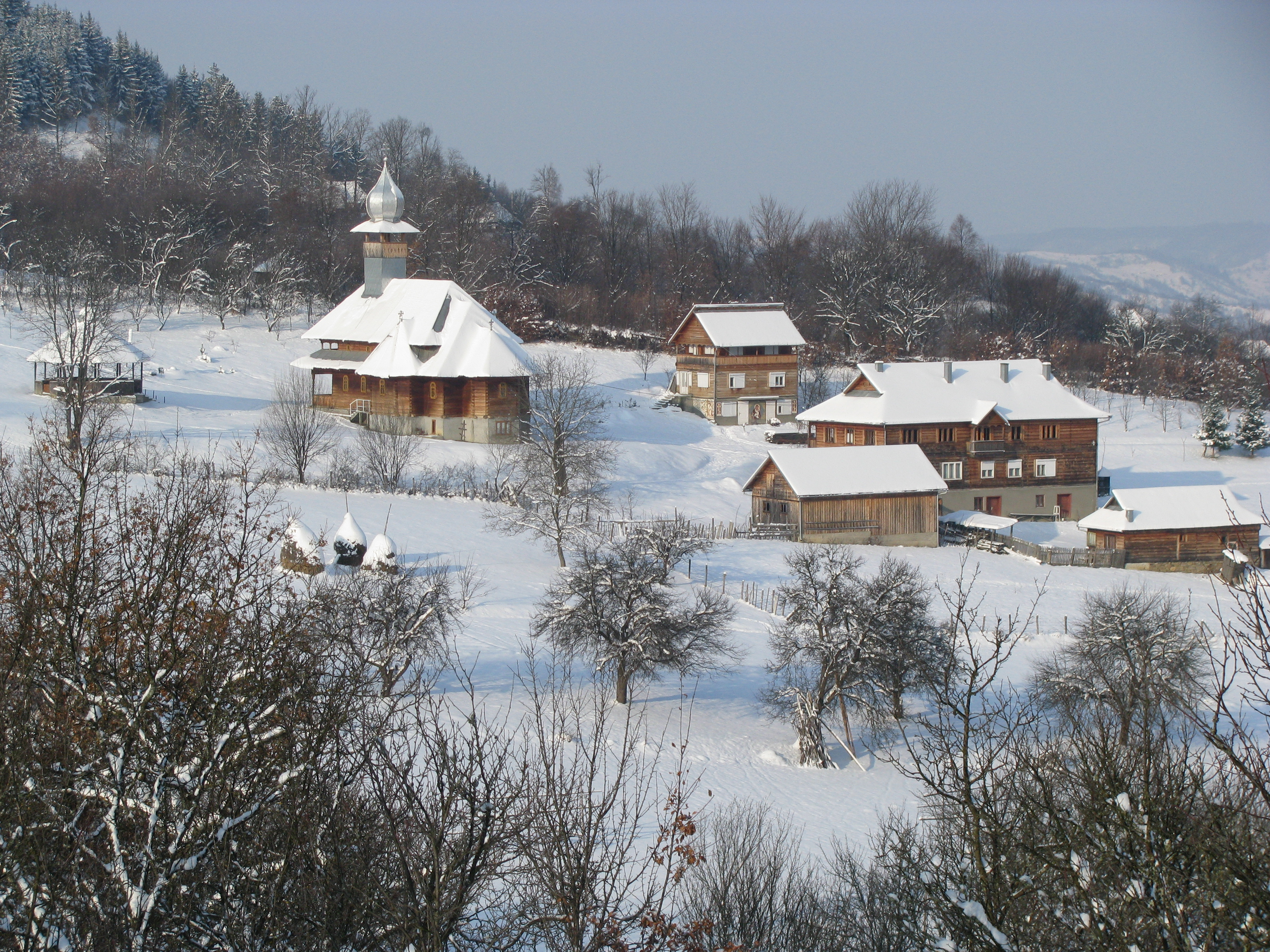
Mănăstirea „Adormirea Maicii Domnului” din satul Rona de Sus

- Biserica romano-catolică „Sf. Ioan” din Coștiui construită între anii 1807-1812
- Mănăstirea Ortodoxă cu hramul „Adormirea Maicii Domnului” din satul  Rona de Sus
- Biserica „Calvaria” construită între anii 1841-1842
- Biserica greco-catolică din Coștiui, construcție 1775
- Capela „Sf. Ana”
- Capela „Fecioara Maria” construită în anul 1771
- Castelul Apaffi
- Monumentul lui „Sf. Ioan de Nepomuk” (patronul minelor) construită în anul 1742
- Rezervația naturală Pădurea cu larice Coștiui (0,70 ha)